# 5809 Kulibin
5809 Kulibin (1987 RG6) là một tiểu hành tinh vành đai chính được phát hiện ngày 4 tháng 9 năm 1987 bởi L. V. Zhuravleva ở Nauchnyj. Nó được đặt theo tên của kỹ sư Nga Ivan Kulibin.